# Sergio Atzeni
Pour les articles homonymes, voir Atzeni.
Sergio Atzeni (né le 14 octobre 1952 à Capoterra en Sardaigne et mort le 6 septembre 1995  à Carloforte) est un écrivain, journaliste et traducteur italien.

## Biographie
Né à Capoterra, Sergio Atzeni vit à Cagliari dès sa première enfance. C'est là qu'il passe, hormis un court séjour à Orgosolo son enfance et sa jeunesse et qu'il fait ses études. Il s'inscrit à la faculté de philosophie mais la quittera avant d'avoir obtenu son diplôme.
Très jeune, dès 1966, il commence à se consacrer au journalisme et collabore bientôt avec les plus importants journaux sardes : Rinascita sarda, Il Lunedì della Sardegna, L'Unione Sarda, l'Unità, La Nuova Sardegna, ou encore Altair, revue qu'il a fondée et dirigée. Il travaille en même temps pour la radio. 
Il s'inscrit également au parti communiste italien, participant activement à la vie politique de la cité. 
Il ne parvient toutefois à trouver un emploi stable, à la société nationale italienne de production d'électricité ENEL, qu'en 1976. Travail qu'il abandonne au moment de ses débuts littéraires, quand il décide en 1987 de quitter l'île, un an après la parution de son premier roman.
Il s'installe durablement à Turin, qui sera jusqu'à sa mort son lieu de résidence, hormis durant un court intermède à Sant'Ilario d'Enza en Émilie de 1990 à 1993. Il travaille comme journaliste pour L'Europa et traducteur pour de nombreuses maisons d'éditions, notamment d'auteurs français. 
Ce sont des années particulièrement riches dans sa carrière d'écrivain, pendant lesquelles il écrit quelques-unes de ses œuvres les plus importantes, comme L'Apologo del giudice bandito, Il figlio di Bakunin, Passavamo sulla terra leggeri et Il quinto passo è l'addio.
Il trouve la mort tragiquement à Carloforte, le 6 septembre 1995, à l'âge de 42 ans, emporté par une vague, lors d'une tempête, sur les falaises de l'île San Pietro.

## Aspects de l’œuvre
Ses romans se déroulent en Sardaigne et sont nourris principalement par sa passion historique pour reconstituer les épisodes du passé sarde, depuis l'époque des nuraghi jusqu'à celle des luttes sociales des mineurs du Sulcis et de l'Iglesiente du début du XXe siècle. Les protagonistes de ses histoires appartiennent à différentes classes sociales, mais surtout Atzeni met en scène le peuple des pauvres, des vaincus,  des marginaux.
Passavamo sulla terra leggeri, publié à titre posthume, est une reconstitution  mythique de l'histoire des Sardes, vue et racontée comme une mémoire commune, transmise de père en fils. Atzeni, surtout dans le posthume Bellas mariposas, paru en 1996 (et à partir duquel en 2012 it:Salvatore Mereu a réalisé un film sélectionné à la Mostra de Venise) combine sarde (et en particulier le parler populaire des zones périphériques de Cagliari) et italien, à la recherche d'une réévaluation de la langue locale, similaire à celle opérée par Andrea Camilleri avec le sicilien. 
Dans ses dernières années, après avoir quitté le militantisme politique, il s'interrogeait, quoique de manière problématique, sur les questions religieuses.
Après sa mort ont été retrouvés d'autres écrits, dont la plupart furent publiés rapidement. 
Son travail est cité souvent, avec Salvatore Mannuzzu et Giulio Angioni, comme la source d'une nouvelle littérature sarde dite Nouvelle Vague littéraire sarde, qui est maintenant répandue en Italie et en Europe.

## Œuvres publiées
- Araj Dimoniu. Antica leggenda sarda, Le Volpi Editrice, Cagliari 1984 (riedito in: Bellas mariposas 1996)
- L'Apologo del giudice bandito, Sellerio, Palermo 1986
- Il figlio di Bakunin, Sellerio, Palermo 1991
- Il quinto passo è l'addio, Mondadori, Milano 1995; Il Maestrale, Nuoro 1996
- Passavamo sulla terra leggeri, Mondadori, Milano 1996; Il Maestrale, Nuoro 1997
- Bellas mariposas, Sellerio, Palermo 1996
- Due colori esistono al mondo, il verde è il secondo (raccolta di versi), Il Maestrale, Nuoro 1997
- Raccontar fole, Sellerio, Palermo 1999
- Racconti con colonna sonora e altri in giallo (edizione critica a cura di Giancarlo Porcu), Il Maestrale, Nuoro 2002; réédition: Il Maestrale, Nuoro 2008
- Gli anni della grande peste, Sellerio, Palermo 2003
- I sogni della città bianca (a cura di Giuseppe Grecu), Il Maestrale, Nuoro 2005
- Scritti giornalistici (raccolta della produzione giornalistica, a cura di Gigliola Sulis), Il Maestrale, Nuoro 2005
- Versus (tutta l'opera poetica), edizione critica di Giancarlo Porcu, Il Maestrale, Nuoro 2008

## Œuvres traduites en français
- Le Fils de Bakounine, La Fosse aux Ours, 2000 ; réédition Libretto, 2011
- La Fable du juge bandit, La Fosse aux Ours, 2001
- Le Cinquième pas est l'adieu, La Fosse aux Ours, 2002
- Bellas mariposas, Editions Zulma, 2002
- Il existe deux couleurs au monde, le vert est la seconde ; voyage en compagnie de Vincent, La Passe du Vent, 2003
- Récits avec bande-son, La Fosse aux Ours, 2004
- Nous passions sur la terre, légers, Actes Sud, 2010